# George Hume Steuart

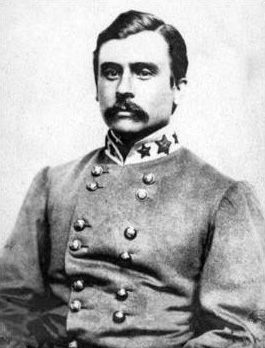
George Hume Steuart

George Hume Steuart (* 24. August 1828 in Baltimore, Maryland; † 22. November 1903 in South River, Maryland) war bis 1861 Offizier des US-Heeres und während des Amerikanischen Bürgerkrieges General im konföderierten Heer. In Abgrenzung zu James Ewell Brown Stuart wurde er häufig „Maryland Steuart“ genannt.

## Leben
Steuart wurde in Baltimore geboren und besuchte die Militärakademie in West Point, New York, die er 1848 als 37. seines Jahrgangs zusammen mit anderen Offizieren des späteren Bürgerkrieges abschloss. Anschließend wurde Steuart zum 2. Dragonerregiment (später: 2. Kavallerieregiment) versetzt, das im Bereich der frontier in Texas und Missouri stationiert war. 1857/58 nahm Steuart mit diesem Regiment am Utah-Krieg teil.
Im Vorfeld des Sezessionskrieges stand Steuart den Südstaaten loyal gegenüber und trat für eine Sezession seines Heimatstaates Maryland ein. Anfang 1861 verließ er als Hauptmann das US-Heer und trat in das konföderierte Heer ein, wo er zum Oberstleutnant befördert und stellvertretender Kommandeur des 1. Maryland-Infanterieregiments wurde. Er nahm an der Ersten Schlacht von Manassas teil und wurde kurz darauf Regimentskommandeur. Anfang 1862 wurde er zum Brigadegeneral befördert und kommandierte eine Brigade in der Division Richard S. Ewells, die er während Jacksons Shenandoah-Feldzug 1862 führte. In der Schlacht bei Cross Keys wurde er schwer an der Schulter verwundet und war bis Mai 1863 dienstunfähig.
Bei seiner Rückkehr in den aktiven Dienst erhielt er erneut das Kommando über eine Brigade in der Division Edward Johnsons. Mit diesem Großverband spielte er in der Schlacht von Gettysburg eine wichtige Rolle, da es seinen Soldaten nicht gelang, den Höhenzug Culp's Hill einzunehmen und so die Versorgungslinie der Unionsarmee abzuschneiden. Im Folgejahr wurde Steuart nach der Schlacht in der Wilderness gefangen genommen und ging zunächst in Kriegsgefangenschaft, kehrte jedoch im Sommer des Jahres nach einem Gefangenenaustausch zur Nord-Virginia-Armee zurück und diente als Brigadekommandeur unter George E. Pickett. Stationen seines Einsatzes waren die Schlachten am Five Forks und Sailor’s Creek, bevor die Nord-Virginia-Armee beim Appomattox Court House kapitulierte.
Nach dem Krieg diente Steuart in seinem Heimatstaat in der Maryland-Division der United Confederate Veterans. Steuart starb im Alter von 75 Jahren und wurde in Baltimore auf dem Green Mount Cemetery bestattet.